# Sonate K. 507
La sonate K. 507 (F.451/L.113) en mi bémol majeur est une œuvre pour clavier du compositeur italien Domenico Scarlatti.

## Présentation
La sonate K. 507 est la première d'une paire en mi bémol majeur, avec la sonate suivante. Le tempo, noté Andantino cantabile, indique que la pièce doit être jouée de manière chantante. La sonate débute par un thème lyrique en fanfare, s’élevant du registre médian — avec une figure de triolet (qui alterne avec des notes plus longues) caractéristique importante tout au long de ce chef-d'œuvre de six minutes, qui progresse vers la luminosité et animation, dans le caractère d'une barcarolle. La seconde section est consacrée au développement thématique, et, tout en conservant l'élégance du chant, ajoute une certaine mélancolie, notamment au début. Les couleurs sombres suggèrent une promenade en bateau au clair de lune sur une rivière calme,.
Sacheverell Sitwell la compare aux jotas du Padre Soler.

## Manuscrits
Le manuscrit principal est le numéro 24 du volume XII (Ms. 9783) de Venise (1756), copié pour Maria Barbara ; les autres sont Parme XIV 24 (Ms. A. G. 31419), Münster I 44 (Sant Hs 3964) et Vienne C 39 (VII 28011 C).

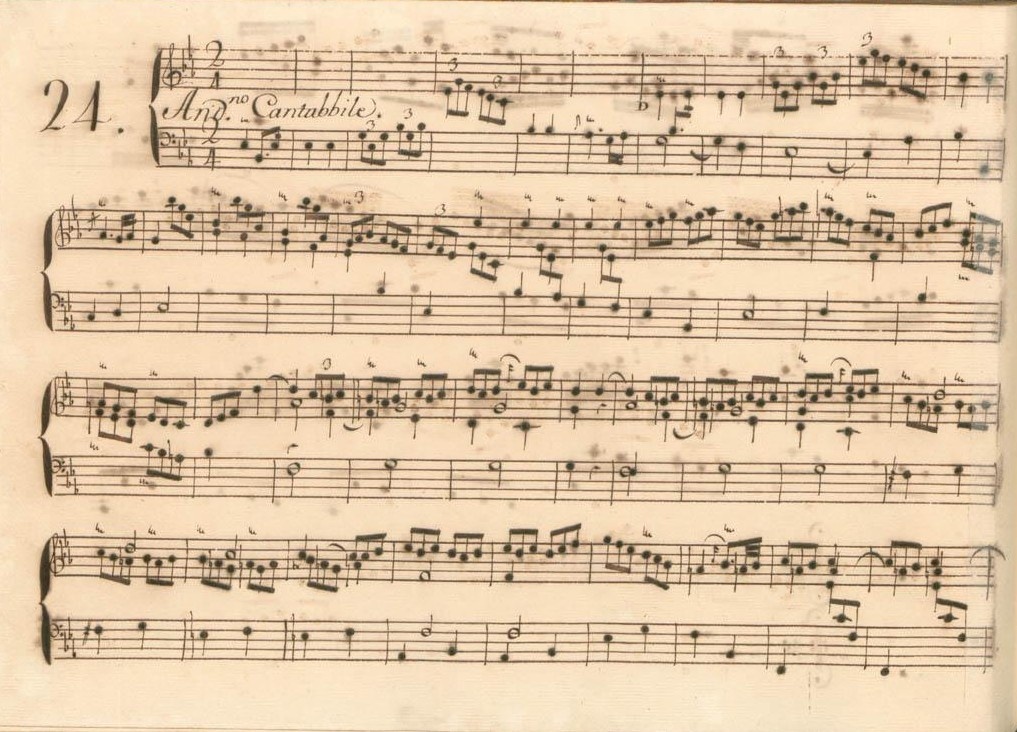
Parme XIV 24.
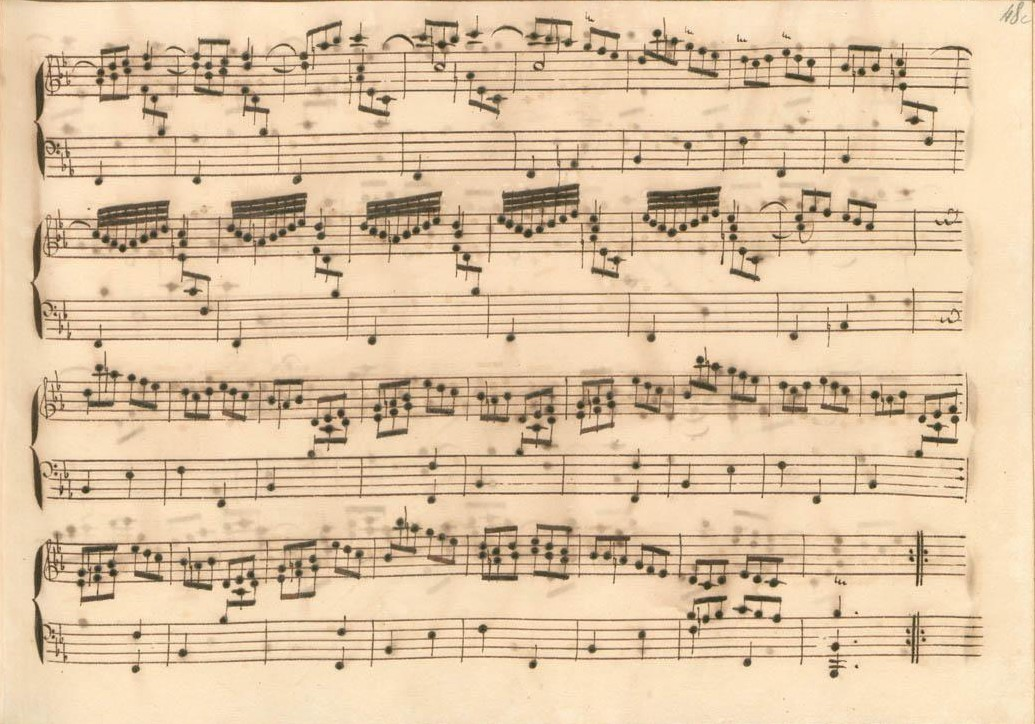
Parme XIV 24 (fin de la première section).
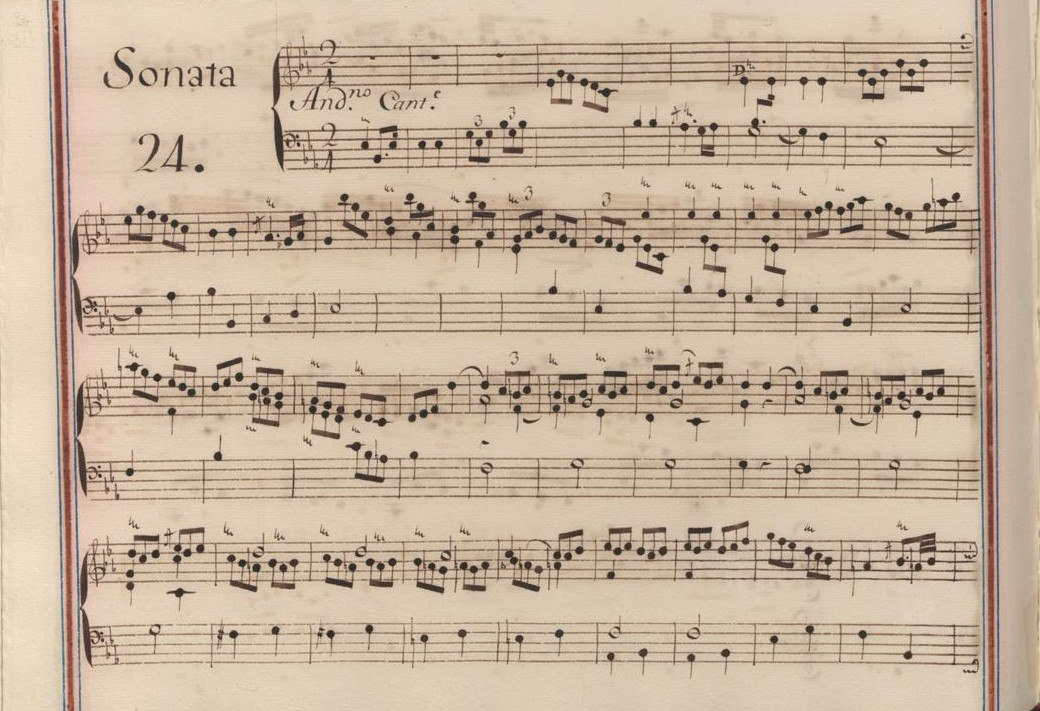
Venise XII 24.
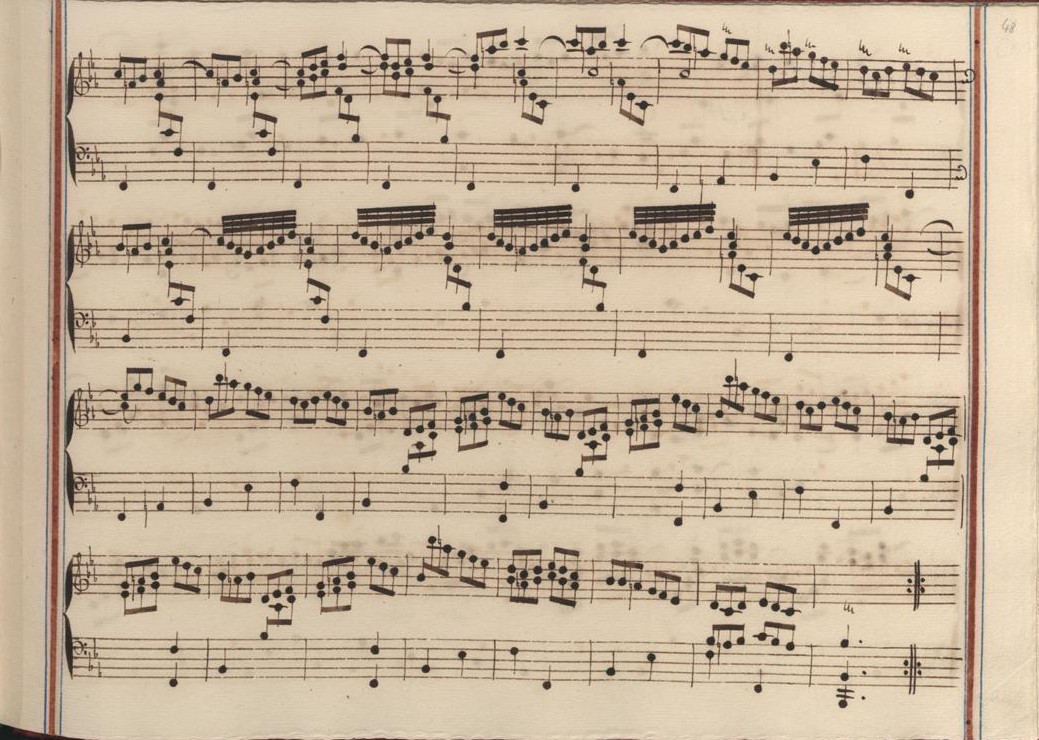
Venise XII 24 (fin de la première section).
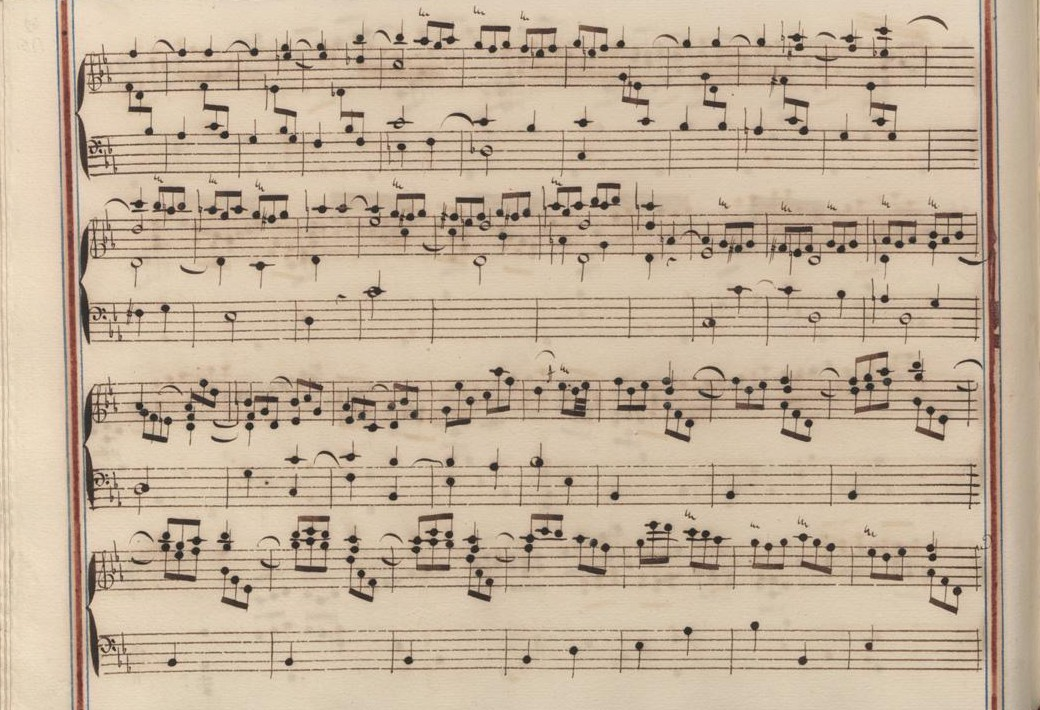
Venise XII 24 (début de la seconde section).
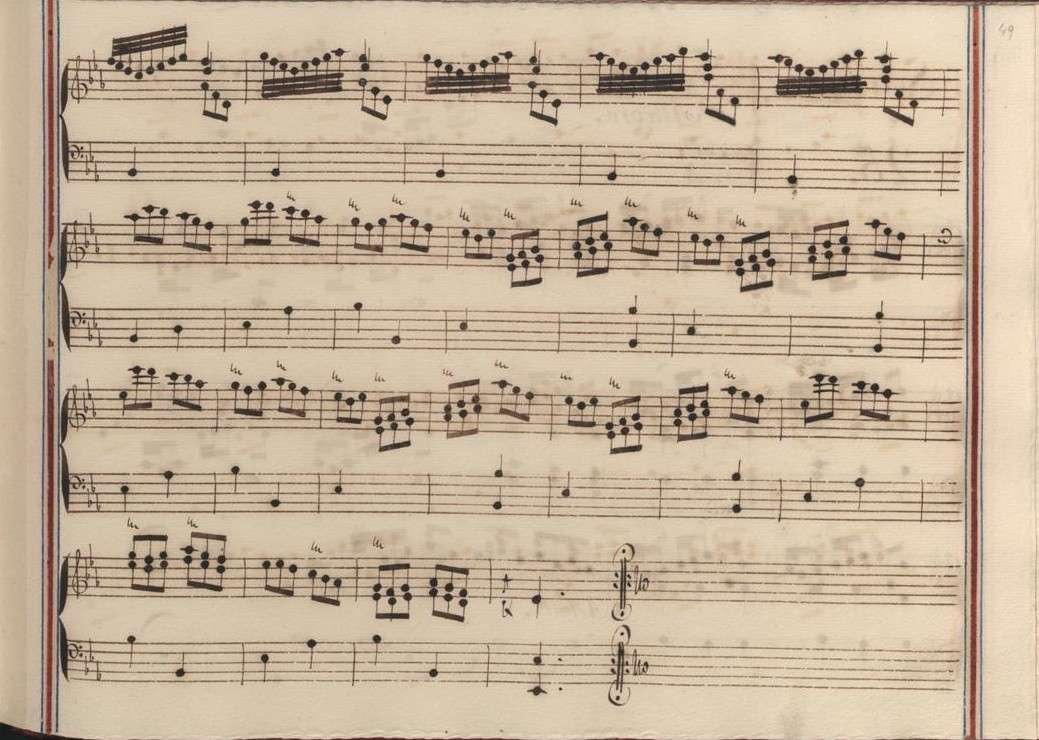
Venise XII 24 (fin de la sonate).

## Interprètes
La sonate K. 507 est défendue au piano notamment par Nina Milkina (1958, Westminster), Benjamin Frith (1999, Naxos, vol. 5), Carlo Grante (2016, Music & Arts, vol. 5) ; au clavecin par Scott Ross (1985, Erato), Kenneth Weiss (2001, Satirino), Fabio Bonizzoni (2003, Glossa), Richard Lester (2004, Nimbus, vol. 5) et Pieter-Jan Belder (Brilliant Classics, vol. 11).

## Sources
: document utilisé comme source pour la rédaction de cet article.
- (en) Sacheverell Sitwell, A Background for Domenico Scarlatti 1685-1757 : Written for his 250th anniversary, Londres, Faber, 1935, 168 p. (ISBN 0-8371-4335-7, OCLC 655824195, lire en ligne)
- Ralph Kirkpatrick (trad. de l'anglais par Dennis Collins), Domenico Scarlatti, Paris, Lattès, coll. « Musique et Musiciens », 1982 (1re éd. 1953 (en)), 493 p. (ISBN 978-2-7096-0118-4, OCLC 954954205, BNF 34689181).
- Alain de Chambure, « Domenico Scarlatti : Intégrale des sonates — Scott Ross », Erato (2564-62092-2), 1985 (OCLC 891183737) .
- (en) Carlo Grante, « Domenico Scarlatti, intégrale des sonates pour clavier (vol. 5) », Music & Arts (CD-1294), 2017 (OCLC 1079366528) .